# Linnea Liljegärd
Linnea Viktoria Liljegärd (Arvika, 8 dicembre 1988) è una calciatrice svedese, centrocampista o attaccante del Bergdalen.
Durante la sua decennale carriera come professionista, oltre che in patria, dove ha ottenuto una promozione in Damallsvenskan con il Falköping e una Coppa di Svezia con il Kopparbergs/Göteborg, società con la quale ha anche vinto la classifica marcatrici nel campionato 2009, ha giocato nel campionato russo femminile di calcio, vestendo la maglia del Rossijanka, e in quello norvegese, nell'Avaldsnes, prima di tornare in Svezia dove chiude temporaneamente la carriera nel 2014 per tornare, ritrovate le motivazioni, a calcare il terreno di gioco.
Ha inoltre indossato la maglia della nazionale svedese partendo dalle formazioni giovanili fino ad arrivare alla nazionale maggiore, disputando qualificazioni e fase finale dell'Europeo di Finlandia 2009, e le qualificazioni del Mondiale di Germania 2011, per un totale di 18 incontri e 6 reti.

## Carriera

### Club
Liljegärd cresce con i genitori a Vårgårda, cittadina dove matura la sua passione per il calcio iniziando la carriera nelle squadre giovanili di calcio femminile della locale società polisportiva, lo Skogsbygdens IF.

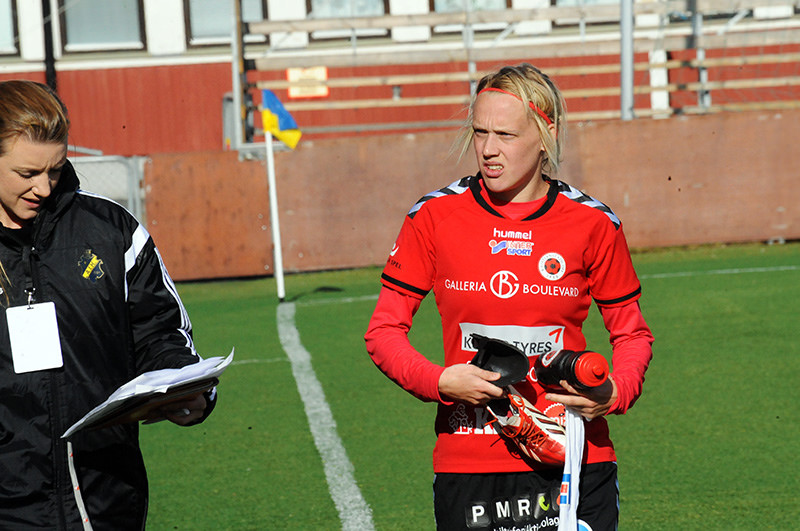
Liljegärd con la maglia del nel maggio 2014.

Trasferitasi al Falköping gioca con la prima squadra che nel 2006 ottiene la vittoria in Division 1 e la conseguente promozione in Damallsvenskan, primo livello del campionato nazionale. Dopo tre stagioni, con la squadra subito retrocessa al termine del campionato 2007, decide di lasciare la società della cittadina della contea di Västra Götaland per trasferirsi al Kopparbergs/Göteborg per la stagione 2008.
Nel 2009, al suo secondo anno con la squadra di Göteborg, al termine del campionato Liljegärd conquista il titolo di capocannoniere della Damallsvenskan con 22 reti. In quel periodo le viene offerta l'opportunità di trasferirsi negli Stati Uniti d'America, con il club di WPS dello Sky Blue, e di legarsi con le campionesse di Svezia del Linköping, rifiutando tuttavia entrambe le proposte per rimanere con la squadra sponsorizzata dalla Kopparbergs.
Nel settembre 2012 la società ha accettato un'offerta per Liljegärd dal Rossijanka e si è trasferita al club russo, rimanendovi però solo per poco. Nel gennaio 2013 ha rinunciato al contratto ed è tornata in Svezia per un intervento chirurgico a seguito di un infortunio al piede. Dopo essersi ripresa ha firmato per il club norvegese dell'Avaldsnes.
È tornata in Svezia firmando con il Kristianstads DFF nell'agosto 2013. Liljegärd, giustificando la scelta per mancanza di motivazioni, benché non avesse in quella sede escluso un ritorno al calcio giocato ha annunciato il suo ritiro nel novembre 2014, all'età di 25 anni, per concentrarsi sull'allenamento della squadra di Division 2 del Bergdalens IK. Alla guida della nuova squadra ritrova le motivazioni perse, ritornando sul terreno di gioco con il ruolo di giocatore/allenatore e contribuendo alla promozione in Division 1 dal 2016.

### Nazionale
Liljegärd inizia ad essere convocata dalla federcalcio svedese (Svenska Fotbollförbundet - SvFF) fin dal 2005, inizialmente per indossare le maglie delle formazioni giovanili Under-18, per passare in seguito alla Under-19 e, scaduti i termini d'età, alla Under-23.
Fa il suo debutto con la nazionale maggiore nel gennaio 2009, chiamata dal commissario tecnico Thomas Dennerby in occasione dell'amichevole vinta per 5-1 con le avversarie della Norvegia. Dennerby in seguito decide di inserirla nella rosa delle 22 convocate all'Europeo di Finlandia 2009.
Nonostante una buona forma a livello nazionale, nel giugno 2011 Liljegärd è stata esclusa dalla rosa della Svezia per il Mondiale di Germania 2011.

## Palmarès

### Club
- Campionato svedese di seconda divisione: 1

Falköping: 2006
- Coppa di Svezia: 3

Kopparbergs/Göteborg: 2012

### Individuale
- Capocannoniere del campionato svedese: 1

2009 (22 reti)